# Rhederbrug
Rhederbrug is een buurtschap in de gemeente Westerwolde. Het dorp dankt zijn naam aan een brug in de Rhederweg die van Bellingwolde naar het dorp Rhede, net over de Duitse grens loopt. De brug ligt over het B.L. Tijdenskanaal. De naam dateert uit 1911, toen de Rhederdraaibrug werd gebouwd. Eerder lag hier een draaibrug over het Veendiep.  
Het gebied stond eerder als een deel van de Bovenstreek bekend, met achter de Leidijk de Veen- en Boekweitlanden van Bellingwolde. De zandweg naar Rhede dateert van omstreeks 1857. De eerste bebouwing langs deze weg dateert uit de tijd rond 1900. In 1902 opende de school (dan nog te Bovenstreek) zijn deuren. Het dorp staat pas sinds 1970 op de topografische kaart. 
Rhederbrug is min of meer vastgegroeid aan Bellingwolde, en wordt vaak ook wel als deel van dat dorp gezien. Behalve een basisschool en een buurthuis heeft het geen voorzieningen, de basisschool is inmiddels ook gefuseerd met een school in Bellingwolde. Langs het kanaal staat het gemaal Loosterveen.